# Gérard de Puy
 Gérard de Puy O.S.B. (?, ca. 1315/1320 - ?, 14 februari 1389) was een van de kardinalen van de Rooms-Katholieke Kerk. Hij was de abt van de benedictijner abdij Marmoutier bij Tours in Frankrijk. 
Op 20 december 1375 werd hij door zijn oom, paus Gregorius XI, benoemd tot kardinaal. Hij was tevens pauselijke nuntius in Toscane.